# Schönthal
Schönthal là một đô thị ở huyện Cham bang Bayern nước Đức. Đô thị Schönthal có diện tích 43,7 km², dân số thời điểm ngày 31 tháng 12 năm 2006 là 2056 người.